# Giovanni di San Paolo
Giovanni di San Paolo (Roma, ... – Roma, 1215 circa) è stato un cardinale italiano della Chiesa cattolica, nominato da papa Celestino III.
È possibile che sia nipote di papa Celestino III e quindi membro della famiglia Bobone. Secondo fonti tedesche fu un membro della famiglia Colonna, figlio di Oddone di Pietro Colonna. Fu un membro dei benedettini.

## Biografia
Giovanni di San Paolo fu abate della basilica di San Paolo fuori le mura a Roma.
Il papa Celestino III lo creò cardinale in un concistoro del 20 febbraio 1193. Secondo alcune fonti, papa Celestino III cercò di nominare Giovanni di San Paolo come suo successore. Partecipò all'elezione di papa Innocenzo III nel 1198. Il cardinale di San Paolo fu amico e protettore di Francesco d'Assisi, fondatore dei francescani. Aiutò a ottenere l'approvazione del papa della regola francescana.